# Oļegs Znaroks
Oļegs Znaroks ou Oleg Valerievitch Znarok - du russe : Олег Валерьевич Знарок - (né le 2 janvier 1963 à Oust-Katav dans l'Oblast de Tcheliabinsk en URSS) est un joueur professionnel Letton et Allemand de hockey sur glace devenu entraîneur. Il est le fils de l'entraîneur de football de Tcheliabinsk et de hockey sur glace Valeri Znarok.

## Biographie
Il commence sa carrière en 1978 au Traktor Tcheliabinsk dans le championnat d'URSS. Il rejoint ensuite le Dinamo Riga en 1983. En 1992, il joue brièvement dans la Ligue américaine de hockey puis signe en Allemagne. Il met un terme à sa carrière de joueur en 2002.

## Carrière internationale
Il a représenté l'URSS en sélection jeune puis l'équipe de Lettonie au niveau international. 

## Carrière d'entraîneur
Dès la fin de sa carrière de joueur, il a dirigé des équipes de jeunes. Il a été à la tête de la sélection junior de la Lettonie avant d'être promu entraîneur des seniors en 2006. En 2002, il signe au HK MVD. La saison suivante, son équipe s'incline en finale de la Coupe Gagarine contre le tenant du titre, l'Ak Bars Kazan, quatre victoires à trois. Quelques jours après cette performance, l'équipe est fusionnée avec le HK Dinamo Moscou, en difficulté financière, pour devenir l'OHK Dinamo. Il est nommé à la tête de cette formation. Il remporte la Coupe Gagarine 2012 et 2013. En 2014, il est nommé à la tête de l'équipe nationale russe.

## Trophées et honneurs personnels
- Ligue continentale de hockey
  - 2009-2010 : nommé meilleur entraîneur.
  - 2011 : nommé entraîneur de l'association de l'Ouest lors du Match des étoiles.
  - 2012 : nommé entraîneur de l'association de l'Ouest lors du quatrième Match des étoiles.
  - 2011-2012 : nommé meilleur entraîneur.
  - 2013 : nommé entraîneur de l'association de l'Ouest lors du Match des étoiles.

## Statistiques
Pour les significations des abréviations, voir Statistiques du hockey sur glace.
| Saison    | Équipe             | Ligue             |    | Saison régulière | Saison régulière | Saison régulière | Saison régulière | Saison régulière |    | Séries éliminatoires | Séries éliminatoires | Séries éliminatoires | Séries éliminatoires | Séries éliminatoires |
| Saison    | Équipe             | Ligue             | PJ | B                | A                | Pts              | Pun              | PJ               | B  | A                    | Pts                  | Pun                  |                      |                      |
| 1983-1984 | Dinamo Riga        | URSS              | 30 | 0                | 3                | 3                | 8                |                  |    |                      |                      |                      |                      |                      |
| 1984-1985 | Dinamo Riga        | URSS              | 52 | 14               | 13               | 27               | 34               |                  |    |                      |                      |                      |                      |                      |
| 1985-1986 | Dinamo Riga        | URSS              | 36 | 12               | 7                | 19               | 26               |                  |    |                      |                      |                      |                      |                      |
| 1986-1987 | Dinamo Riga        | URSS              | 40 | 13               | 12               | 25               | 34               |                  |    |                      |                      |                      |                      |                      |
| 1987-1988 | Dinamo Riga        | URSS              | 49 | 12               | 20               | 32               | 43               |                  |    |                      |                      |                      |                      |                      |
| 1988-1989 | Dinamo Riga        | URSS              | 37 | 10               | 10               | 20               | 22               |                  |    |                      |                      |                      |                      |                      |
| 1989-1990 | Dinamo Riga        | URSS              | 48 | 15               | 27               | 42               | 60               |                  |    |                      |                      |                      |                      |                      |
| 1990-1991 | Dinamo Riga        | URSS              | 44 | 24               | 27               | 51               | 58               |                  |    |                      |                      |                      |                      |                      |
| 1991-1992 | Pardaugava Riga    | Superliga         | 3  | 0                | 1                | 1                | 6                |                  |    |                      |                      |                      |                      |                      |
| 1991-1992 | Mariners du Maine  | LAH               | 6  | 3                | 1                | 4                | 11               | --               | -- | --                   | --                   | --                   |                      |                      |
| 1993-1994 | HC Vítkovice       | Extraliga         | 3  | 1                | 1                | 2                | 0                |                  |    |                      |                      |                      |                      |                      |
| 1993-1994 | EV Landsberg       | 2. Bundesliga     | 45 | 54               | 62               | 116              | 73               |                  |    |                      |                      |                      |                      |                      |
| 1994-1995 | EV Landsberg       | 1. Eishockey-Liga | 44 | 45               | 54               | 99               | 56               |                  |    |                      |                      |                      |                      |                      |
| 1995-1996 | Wölfe Fribourg     | 1. Eishockey-Liga | 52 | 60               | 102              | 162              | 108              |                  |    |                      |                      |                      |                      |                      |
| 1997-1998 | Wölfe Fribourg     | 1. Eishockey-Liga | 57 | 46               | 61               | 107              | 70               |                  |    |                      |                      |                      |                      |                      |
| 1998-1999 | Wölfe Fribourg     | Bundesliga        | 61 | 36               | 70               | 106              | 43               |                  |    |                      |                      |                      |                      |                      |
| 1999-2000 | Wölfe Fribourg     | 2. Bundesliga     | 51 | 36               | 65               | 101              | 62               |                  |    |                      |                      |                      |                      |                      |
| 2000-2001 | Heilbronner Falken | 2. Bundesliga     | 44 | 23               | 46               | 69               | 22               |                  |    |                      |                      |                      |                      |                      |
| 2001-2002 | Heilbronner Falken | 2. Bundesliga     | 45 | 16               | 47               | 63               | 28               | 6                | 1  | 6                    | 7                    | 2                    |                      |                      |